# Rhodococcus sp. RHA1
 Rhodococcus sp. RHA1 gehört zu den Actinobakterien. Es handelt sich dabei um aerobe, grampositive säurefeste Stäbchen. Mit ca. 9,7 Mio. Basenpaaren, angeordnet in einem linearen Chromosom und drei linearen Plasmiden, gilt das Genom als eines der größten Bakteriengenome überhaupt. Das Genom ist seit Oktober 2006 vollständig sequenziert.
Der Bakterienstamm wurde als  Rhodococcus jostii RHA1 der Art Rhodococcus jostii zugeordnet, weiter wird er unter den Namen Rhodococcus sp. (strain RHA1) und Rhodococcus jostii strain RHA1 geführt. Die Bezeichnung strain stammt aus dem Englischen und bedeutet Bakterienstamm.
Als Vertreter der Ordnung Actinomycetales in der Abteilung Actinobacteria gehört Rhodococcus jostii RHA1 zu den Bakterien mit hohem GC-Gehalt, also einem hohen Anteil der Nukleinbasen Guanin und Cytosin in der Bakterien-DNA. Die genetische Untersuchung hat einen GC-Gehalt von 67 Mol-Prozent ergeben. Das Genom des Bakterienchromosoms weist eine Größe von 7805 Kilobasenpaaren (kb) auf. Der untersuchte Stamm verfügt zusätzlich noch über drei Plasmide, deren Größe mit 1123 kb, 443 kb bzw. 332 kb zwar deutlich geringer ausfällt im Vergleich zum Bakterienchromosom, die aber für Plasmide eine bemerkenswerte Größe aufweisen.
Der Organismus ist in der Lage, polychlorierte Biphenyle (PCB) umzuwandeln und kann so auf kontaminierten Böden leben. Auf einem Lindankontaminierten Boden ist Rhodococcus sp. RHA1 auch extrahiert worden.
Eine industrielle Nutzung von Rhodococcus erfolgt über die Herstellung von bioaktiven Steroiden, Acrylamid und Acrylsäure (Banerjee, A. & Sharma, R. 2002). Durch ihre schnelle Wachstumsrate eignen sich Rhodococci auch hervorragend, um als experimentelles System für Streptomyces oder pathogene Verwandte wie Mycobacterium tuberculosis zu dienen (Gurtler, V. & Mayall, B.C. 2004).
Benannt ist das Bakterium zu Ehren Jobst von Mähren, in dessen Grab es bei einer Öffnung im Jahr 1999 erstmals entdeckt wurde.